# Dragon Ball Z : L'Offensive des cyborgs
 (mai 2024).
Dragon Ball Z : L’Offensive des cyborgs (ドラゴンボールZ 極限バトル!!三大超サイヤ人, Doragon Bōru Zetto Kyokugen Batoru!! San Dai Sūpā Saiyajin, litt. Dragon Ball Z : La bataille de l'extrème !! Les trois grands super saiyans) est un film d’animation japonais réalisé par Kazuhito Kikushi, sorti 1992.

## Synopsis
Bien que C-17 ait éliminé le Dr Géro, l'ordinateur de celui-ci a fabriqué trois cyborgs : C-13, C-14 et C-15. Les deux derniers sont les premier réveillés et ils sèment la pagaille dans une ville, où Goku fait les boutiques en famille, pendant que Kamé Sennin, Krilin, Oolong et Trunks du futur font la queue pour rencontrer des modèles féminins, pour accomplir leur mission : éliminer le premier Saiyan. Les deux guerriers confrontent les deux ennemis, puis les suggèrent de se battre au Pôle Nord. Plus tard, C-13 se réveille à son tour et fait son apparition. Il combat Goku, pendant que Trunks du futur se charge des deux autres. Vegeta vient ensuite à la rescousse de son rival et doit combattre C-15. Transformés en Super Saiyan, Trunks et Vegeta réussissent à éliminer leurs adversaires, alors que Goku a bien du mal avec le sien, mais reçoit le renfort de Piccolo et de ses deux compères. Hélas, C-13 récupère les composants électriques de ses deux semblables et se transforme en monstre surpuissant. Sa nouvelle puissance lui permet de surclasser ses quatre opposants, allant même jusqu'à corriger sévèrement Goku. Ce dernier créé un Genkidama géant, l'absorbe avec sa puissance de Super Saiyan, ce qui le rend invincible, élimine facilement C-13 et désactive l'ordinateur du savant à distance.

## Fiche technique
- Titre original : ドラゴンボールZ 極限バトル!!三大超サイヤ人 (Doragon Bōru Zetto Kyokugen Batoru!! San Dai Sūpā Saiyajin)
- Titre français : Dragon Ball Z : L’Offensive des cyborgs
- Réalisation : Kazuhito Kikushi
- Scénario : Takao Koyama, adapté du manga Dragon Ball d’Akira Toriyama
- Montage : Shinichi Fukumitsu
- Direction artistique : Hitoshi Nagasaki
- Musique : Shunsuke Kikuchi
- Producteurs : Chiaki Imada, Tomio Anzai
- Société de production : Tōei animation
- Pays d’origine :  Japon
- Format : Couleurs
- Genre : Aventure, fantastique
- Durée : 46 minutes
- Date de sortie : 11 juillet 1992

## Distribution
- Hisao Egawa (VF : Georges Lycan) : C-14
- Toshio Furukawa (VF : Philippe Ariotti) : Piccolo
- Ryō Horikawa (VF : Éric Legrand) : Vegeta
- Toshio Kobayashi (VF : Pierre Trabaud) : C-15
- Takeshi Kusao (VF : Marc Lesser) : Trunks
- Kōhei Miyauchi (VF : Pierre Trabaud) : Kamé Sennin
- Masako Nozawa (VF : Brigitte Lecordier) : Son Gohan
- Masako Nozawa (VF : Patrick Borg) : Son Goku
- Kazuyuki Sogabe (VF : Éric Legrand) : C-13
- Mayumi Tanaka (VF : Claude Chantal) : Krilin
- Naoki Tatsuta (VF : Philippe Ariotti) : Oolong
- Naoko Watanabe (VF : Céline Monsarrat) : Chichi
- Jōji Yanami (VF : Georges Lycan) : Narrateur
- Kōji Yada (VF : Pierre Trabaud) : Docteur Gero

## Continuité dans l'histoire
Pour se positionner dans la série, il convient de mentionner quatre points : 
- Tout d'abord C-17 et C-18 sont activés.
- Son Goku est guéri.
- Trunks est présent, avec sa coupe courte.
- Enfin, Son Gohan n’est pas encore devenu un Super Saiyan.

Ces critères ne pourraient être respectés que lors du court laps de temps entre le réveil de Son Goku à l’épisode 146 et l’entrée de Vegeta et Trunks dans la salle de l’Esprit et du Temps à l’épisode 147. Mais c’est impossible car dans le manga comme dans l’anime, Son Goku et Son Gohan sont immédiatement partis rejoindre Vegeta (qui est avec Trunks) pour le faire entrer dans la salle. Au début de ce film, juste avant de mourir, le Dr Gero a toujours la partie de son bras droit tranché, un coup qui lui avait été porté par Piccolo dans la série.
Dans le manga comme dans l’anime, Piccolo, Krilin, Yamcha et Ten Shin Han, ainsi que Chichi se trouvent dans la maison de Kamé Sennin avant de recevoir la visite surprise de C-16, C-17 et C-18. Or, au début du film, Son Goku est en train de faire des courses avec sa famille, et Trunks est également en ville en compagnie de Krilin, Oolong et Kamé Sennin. 
L’ordinateur qui se trouve au sous-sol du laboratoire du Dr Gero est toujours présent, mais on ne voit pas l'incubateur qui contient Cell alors que dans la série on peut le voir ; pour abonder dans ce sens, on ne voit pas les appareils qui maintiennent les trois cyborgs, et normalement l'ordinateur avait été complètement détruit par Trunks et Krilin juste avant le rétablissement de Son Goku. De plus, Trunks qui ne connaît que C-17 et C-18 ne manifeste aucun étonnement lorsque C-13, C-14 et C-15 font leur apparition, contrairement à ce qu'il avait fait lorsqu'il avait appris l'existence de C-16, de C-19, de Cell et de la transformation du Dr Gero en cyborg. C-18 dit au docteur Géro qu'il s'est débarrassé des cyborgs avant C-16 jusqu'à C-15 en les détruisant ce qui ne colle pas à l'histoire du film.
Enfin, Trunks a une épée en parfait état pendant le combat alors que C-17 et C-18 lui avaient cassée.
Par conséquent, ce film n'entre pas dans la continuité de l'histoire de Dragon Ball.

## Autour du film
Ce film fut diffusé dans le cadre de la Toeï Anime Fair de juillet 1992.